# Frank Wuterich

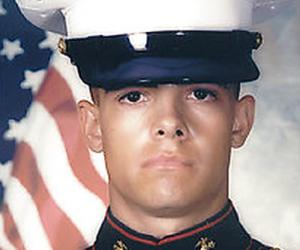
Offizielles Militär-Foto von Frank Wuterich

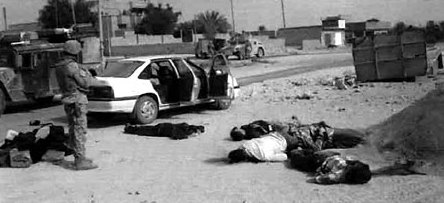
Fünf der getöteten unbewaffneten Zivilisten in Haditha kurz nach dem Massaker

Frank Wuterich (* 1980 in New London, Connecticut) ist ein ehemaliger Angehöriger der US-amerikanischen Marineinfanterie (United States Marine Corps, USMC), der unter der Anklage stand, als Mittäter am Haditha-Massaker im Irak beteiligt gewesen zu sein.

## Leben
Wuterich wuchs in Meriden im US-Bundesstaat Connecticut auf und trat nach dem High-School-Abschluss 1998 dem Marine Corps bei. Er war zunächst auf Hawaii stationiert, wo er seine spätere Frau Marisol kennenlernte, mit der er inzwischen drei Töchter hat. Anschließend diente er vorübergehend als Ausbilder in der USMC-Basis Camp Pendleton, bevor er als Gruppenführer im III. Bataillon des 1. Marine-Regiments am Irak-Einsatz (Operation Iraqi Freedom) teilnahm.

## Haditha-Massaker
Am 19. November 2005 kam es in Haditha zu einem Vorfall, in dessen Verlauf 24 irakische Zivilisten ums Leben kamen. Während die beteiligten US-Soldaten von einem Feuergefecht berichteten, stellte sich später heraus, dass eine Einheit unter der Führung von Wuterich (damals Staff Sergeant – entspricht dem Feld- und Oberfeldwebel der Bundeswehr) nach einem Sprengstoffanschlag auf ihren Konvoi wehrlose Iraker getötet hatte. Eine Untersuchung, die aufgrund eines Berichtes im TIME-Magazine eingeleitet wurde, führte zur Anklageerhebung gegen Wuterich und sieben weitere Soldaten. Die Angeklagten wurden des Mordes bzw. der Vertuschung eines Verbrechens bezichtigt.
Am 24. Januar 2012 wurde Frank Wuterich vom Militärgericht auf dem Stützpunkt Camp Pendleton wegen Verletzung der Dienstpflicht zu 90 Tagen Haft verurteilt. Diese Strafe musste er aus Verfahrensgründen nicht absitzen. Da Wuterich sich schuldig bekannt hatte, seine Dienstpflicht verletzt zu haben, wurde im Gegenzug der Vorwurf des Totschlags gegen ihn fallen gelassen.
Das Militärgericht degradierte Frank Wuterich vom Staff Sergeant zum einfachen Soldaten. Gehaltseinbußen wurden auf Grund der familiären Situation, als alleinerziehender Vater, nicht verhängt.
Die Angehörigen der Opfer waren über dieses Urteil empört. Chalid Salman, Gemeinderat in Haditha und Rechtsanwalt der Opfer, nannte die Entscheidung des Gerichts „einen Angriff auf die Menschlichkeit“.
Am 17. Februar 2012 erfolgte die Entlassung ohne Ehrenvorbehalt von Frank Wuterich aus dem Marine Corps; auf eine unehrenhafte Entlassung wurde gleichwohl verzichtet.